# Prothoe guizonis
Prothoe guizonis är en fjärilsart som beskrevs av Rothschild 1904. Prothoe guizonis ingår i släktet Prothoe och familjen praktfjärilar. Inga underarter finns listade i Catalogue of Life.